# Bruce Robinson
Bruce Robinson (Londres, 2 de maig de 1946) és un director, guionista, novel·lista i actor anglès. Va escriure i dirigir el clàssic de culte Withnail and I (1987), una pel·lícula amb elements tràgics i còmics situat al Londres dels anys 60 en què exposa les seves experiències com a actor en dificultats que va viure en la pobresa a Camden Town.
Com a actor, ha treballat amb Franco Zeffirelli (en qui va basar el personatge de l'oncle Monty de Withnail and I), Ken Russell i François Truffaut.

## Primers anys
Bruce Robinson va néixer a Londres. Va créixer al poble de Broadstairs (Kent), on va estudiar a The Charles Dickens Secondary Modern School. Els seus pares eren Mabel Robinson i Carl Casriel, un advocat nord-americà, que van tenir una relació curta durant la Segona Guerra Mundial. El seu pare era un jueu lituà. De petit, el seu padrastre Rob (antic membre de la RAF i majorista de diaris), que sabia que Robinson no era fill seu, va abusar constantment d'ell. Tenia una germana gran, Elly, que li va ensenyar francès.

## Carrera filmogràfica

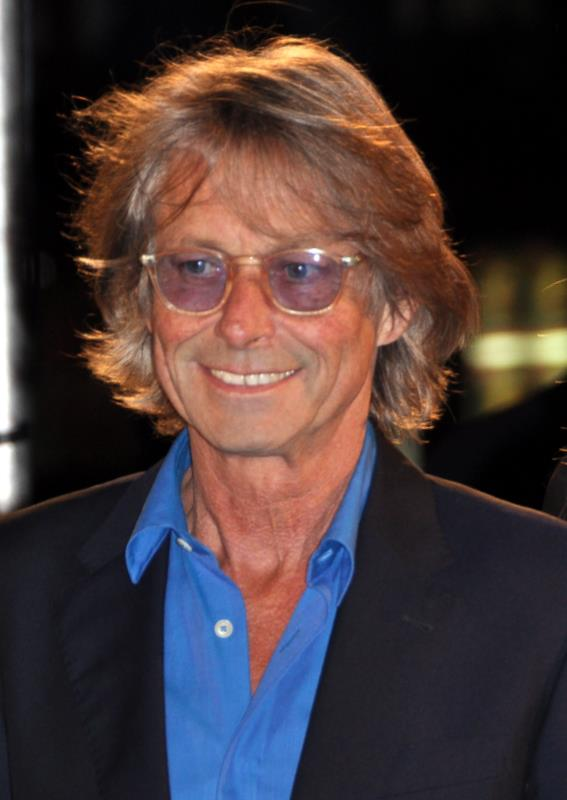
Robinson a l'estrena de The Rum Diary

De jove, Robinson aspirava a ser actor i el van acceptar al Central School of Speech and Drama de Londres. El seu primer paper va ser com a Benvolio a l'adaptació cinematogràfica de Franco Zeffirelli Romeo and Juliet (1968). Després va aparèixer a The Music Lovers (La passió de viure) (1970), de Ken Russell; Private Road (1971), de Barney Platts-Mills, i L'Histoire d'Adèle H. (1975), de François Truffaut. Es va estar alguns anys sense treballar, vivint de la seguretat social, i després va començar a escriure guions de pel·lícules. David Puttnam el va contractar de seguida per escriure el guió de The Killing Fields (Els crits del silenci), de Roland Joffé (1984). Robinson va ser nominat per un Oscar i va guanyar un premi BAFTA. El 1989 va tornar a treballar per Joffé a la pel·lícula Fat Man and Little Boy. Va tornar a actuar breument el 1998 al film Still Crazy.
Probablement és més conegut com la força creativa darrere de l'autobiografia lliure Withnail and I (1987), basada en el seu temps com a actor en dificultats i sense feina. El personatge Withnail està basat en el seu amic Vivian MacKerrell, mentre que el de I (Marwood), en ell mateix. Malgrat que va ser un fracàs de taquilla, va ser un èxit en vídeo i es va convertir en una de les pel·lícules de culte britàniques més importants. Aquest film també va iniciar la carrera d'actor de Richard E. Grant.
Les dues incursions següents de Robinson com a director (How to Get Ahead in Advertising, fent equip un altre cop amb Richard E. Grant, i Jennifer 8, un thriller de Hollywood) no van ser tan ben rebudes. Robinson es va desil·lusionar amb les pràctiques restrictives de Hollywood per fer pel·lícules i va deixar de dirigir per concentrar-se només en l'escriptura. Va redactar els guions dels films Retorn al paradís (1998) i In Dreams (1999), però tots dos van ser alterats profundament pels productors, fet que va tornar a decebre Robinson.
Robinson va tornar finalment a dirigir amb l'adaptació de la novel·la de Hunter S. Thompson The Rum Diary, amb Johnny Depp com a protagonista. Amb Aaron Eckhart i Richard Jenkins a l'equip, la gravació va començar el 25 de març del 2009 a Puerto Rico i es va estrenar el 2011.
El 2012 la novel·la curta de Robinson Paranoia in the Launderette va ser augmentada substancialment i adaptada a la pantalla amb el títol A Fantastic Fear of Everything, amb Simon Pegg com a actor principal.
Robinson va acabar el guió per a la seva novel·la The Peculiar Memories of Thomas Penman i el llibre sobre Jack l'Esbudellador, titulat They All Love Jack, en què assenyala com a culpable real Michael Maybrick, conegut per ser el compositor de cançons com The Holy City i germà d'un altre suposat esbudellador, James Maybrick.

## Escriptor
Robinson és també un escriptor d'èxit. La seva primera obra publicada és la novel·la semiautobiogràfica The Peculiar Memories of Thomas Penman (1998), basada en la seva infància a Broadstairs. El 2000 va publicar Smoking in Bed: Conversations with Bruce Robinson, editat per Alistair Owen, confegit a partir d'una tria d'entrevistes concedides per ell mateix. Mentrestant havia estat pare i també va escriure dos llibres infantils, The Obvious Elephant (2000) i Harold and the Duck (2005), tots dos il·lustrats per la seva dona. El primer també es pot trobar com a audiollibre (2003), llegit per Lorelei King i Michael Maloney. Robinson va passar uns 15 anys fent recerca sobre el misteri de Jack l'Esbudellador, a partir de la qual va publicar They All Love Jack: Busting the Ripper (2015).

## Vida personal
Robinson viu actualment a Herefordshire amb la seva dona, l'artista Sophie Windham, amb qui tenen dos fills, Lily i Willoughby Christian (1993).
Robinson és un alcohòlic rehabilitat; va deixar de beure el 2003, hi va tornar abans i durant la filmació de The Rum Diary i ho va deixar un altre cop quan va haver acabat la pel·lícula.

## Filmografia

### Actor
- Romeo and Juliet (1968)
- The Other People (1968)
- The Music Lovers (1970)
- Tam-Lin (1970)
- Private Road (1971)
- Los viajes escolares (1973)
- The Story of Adele H. (1975)
- Kleinhoff Hotel (1977)
- The Brute (1977)
- Harry's War (1981)
- Still Crazy (1998)

### Director
- Withnail and I (1987)
- How to Get Ahead in Advertising (1989)
- Jennifer 8 (1992)
- The Rum Diary (2011)

### Guionista
- The Killing Fields (1984)
- Withnail and I (1987)
- How to Get Ahead in Advertising (1989)
- Fat Man and Little Boy (1989)
- Jennifer 8 (1992)
- Retorn al paradís (Return to Paradise) (1998)
- In Dreams (1999)
- The Rum Diary (2011)